# Адам Баал Шем
Адам Баал Шем (ивр. אדם בעל שם‎; ? — 1712) — каббалист, Бааль Шем, один из предтеч хасидизма. Родился в Ропчице. Некоторое время жил в Праге и в Вене. Был представлен к королевскому двору и развлекал придворных основами магии. Когда ему пришло время передавать свои магические знания преемнику, выбор пал на молодого Исраэля из Польши, который впоследствии прославился как Бешт. Потомки Адама Баал Шема основали чернобыльскую династию хасидов.